# Intervenciones militares de Cuba

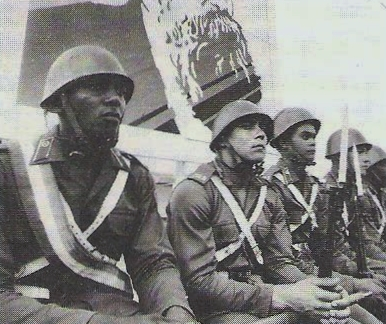
Soldados de las Fuerzas Armadas Revolucionarias

Las intervenciones militares de Cuba en el extranjero se iniciaron a partir de 1959 con el triunfo de la Revolución cubana. Entre ese año y el inicio del Periodo Especial, Cuba participó en numerosos conflictos en el marco de la Guerra Fría, proporcionando apoyo militar y médico a grupos rebeldes y antiimperialistas y gobiernos socialistas de África, América Latina y Asia.
Estas intervenciones se centraron en países del conocido como Tercer Mundo, y estuvieron orientadas a la difusión del marxismo-leninismo, el apoyo a grupos anticoloniales y la promoción de grupos revolucionarios opuestos a la política exterior estadounidense. Se enmarcaron en la defensa del gobierno cubano de un «internacionalismo proletario» y la crítica al imperialismo estadounidense. Tuvieron lugar con el apoyo técnico de la URSS y de Alemania Oriental, y desempeñaron un papel destacado en el movimiento de países no alineados hasta la intervención soviética en Afganistán de 1979, que no fue condenada por el gobierno cubano.
El gobierno cubano dio preferencia a la intervención militar directa en África Subsahariana, mientras que en América Latina priorizó una estrategia de promoción de organizaciones subversivas locales. Esto se debió a la idea de que los Estados Unidos estaban más centrados en el contexto latinoamericano, si bien la presencia cubana en África fue igualmente un foco de tensión con el país en el marco de la Guerra Fría.El desarrollo de las acciones cubanas en el exterior estuvo vinculado a la importancia dada por Fidel Castro a la capacidad militar del país, que llevó a que las Fuerzas Armadas Revolucionarias de Cuba (FAR), a pesar del tamaño de la isla, fueran el segundo mayor ejército de América, después del estadounidense y con números probablemente similares a las Fuerzas Armadas de Brasil de la época, y el noveno del mundo.En África, llegó a contar con 36 000 efectivos en 1985, principalmente en Angola (23 000) y Etiopía (12 000). Dentro de Cuba, el régimen enmarcó su participación en conflictos africanos en una defensa de Cuba como nación «latinoafricana».
El período en que se dan las intervenciones ha sido llamado en ocasiones por sus críticos la era del «imperialismo cubano» o «imperialismo militar cubano», mientras que en la terminología oficial cubana también puede encontrarse el término «internacionalismo militar cubano», e incluiría tanto las intervenciones militares directas (guerras, envío de fuerzas militares) e indirectas (sostén logístico de gobiernos o de movimientos guerrilleros, actividad del servicio de espionaje, promoción de golpes de Estado). 
A medida que se derrumbaba el «bloque socialista» a finales de la década de 1980, las tropas y operaciones cubanas en el extranjero se redujeron, y con el colapso de la Unión Soviética y el inicio del «período especial» en Cuba a inicios de la década de 1990, cesaron las intervenciones militares cubanas al extranjero.

## Intervenciones militares
Las FAR oficialmente reconocen cinco intervenciones militares de Cuba: en Argelia, Siria, Congo, Angola y Etiopía. Sin embargo otras fuentes amplían la lista incluyendo a Portugal[cita requerida]. Esta lista sólo incluye el envío de militares cubanos como fuerzas regulares reconocidas como beligerantes entre los Estados. Se agregan separadamente las invasiones militares con fines golpistas.
- 1963: Guerra de las Arenas en Argelia. Cuba envió un batallón de 22 tanques, grupos de artillería y morteros, una batería de cañones antitanque y varios centenares de soldados.

- 1973-1974: Durante la guerra de Yom Kipur, la República Árabe Siria solicitó ayuda militar a Cuba y el gobierno cubano envió una brigada de tanques que participó en combates.

- 1975-1991: Fuerzas regulares cubanas ingresaron en Angola, en la misión llamada Operación Carlota, para sostener al gobierno comunista y participaron en la guerra civil de Angola y la Guerra de la frontera de Sudáfrica, operación que tuvo repercusión en la caída del régimen del apartheid.[10] La Fuerza de Defensa de Sudáfrica (SADF) intervino en Angola en apoyo de la UNITA y el FNLA. El 14 de octubre de 1975, el SADF comenzó la Operación Savannah en un esfuerzo por capturar a Luanda desde el sur. El 5 de noviembre de 1975, sin consultar a Moscú, el gobierno cubano optó por una intervención directa con las tropas de combate en apoyo del MPLA. A fines de diciembre, las tropas cubanas, equipadas con vehículos blindados soviéticos y lanzacohetes, habían ayudado a cambiar el rumbo a favor del MPLA, y las tropas sudafricanas se retiraron sustancialmente un mes después. En 1987, Sudáfrica envió nuevamente fuerzas militares a Angola para detener un avance de las fuerzas de FAPLA (MPLA) contra UNITA, lo que condujo a la Batalla de Cuito Cuanavale, donde la SADF no pudo derrotar a las fuerzas cubanas. Los aviones de combate cubanos MiG-23 realizaron ataques aéreos contra las fuerzas sudafricanas en Namibia durante la batalla.[11] Nelson Mandela se refirió a esta batalla en diversas ocasiones como un punto de inflexión en la lucha contra el apartheid, y el nombre de 2.107 soldados cubanos está grabado como conmemoración en una pared de piedra de casi 700 metros, en la colina del Parque de la Libertad de Pretoria, la capital de Sudáfrica. El líder sudafricano siempre agradeció a Fidel Castro el grano de arena cubano en la derrota del apartheid.[12] Durante parte del tiempo cuando se cumplió la misión en Angola, un contingente militar cubano se desplegó en Pointe-Noire (República del Congo) con la misión de actuar como apoyo de las tropas que defendían Cabinda.[9]

- 1977-1988: Durante la Guerra Civil de Etiopía y la guerra de Ogaden, tropas cubanas ingresaron a Etiopía para sostener al gobierno socialista y combatir al movimiento de liberación nacional somalí del Ogaden. Las tropas cubanas jugaron un papel importante en la expulsión de los regulares somalíes del Ogaden.

- 1979-1990: La Asistencia cubana al Frente Sandinista de Liberación Nacional. En la Revolución sandinista en Nicaragua, el Estado cubano envió personal militar que se hizo con la dirección de los servicios de seguridad e inteligencia militar nicaragüenses.[13]

### Invasiones fallidas
- 1959:
  - Expedición fallida a Panamá con el fin de iniciar un movimiento revolucionario en el país. Los militares cubanos fueron detenidos luego de una escaramuza con la Guardia Nacional panameña.[14]
  - Expedición fallida a la República Dominicana para derrocar a la dictadura de Rafael Leónidas Trujillo, en alianza con el exilio dominicano.[15] Los diez cubanos y 200 exiliados dominicanos fueron masacrados apenas unas horas después de haber desembarcado.[16]

- 1963 y 1967: Expediciones fallidas de militares cubanos para tomar el poder en Venezuela instalando un gobierno amigable con Cuba y asegurar el suministro de petróleo a la isla. El gobierno venezolano repele la invasión destruyendo las artillerías cubanas instaladas en islas venezolanas.[17]